# Hugo Göpfert

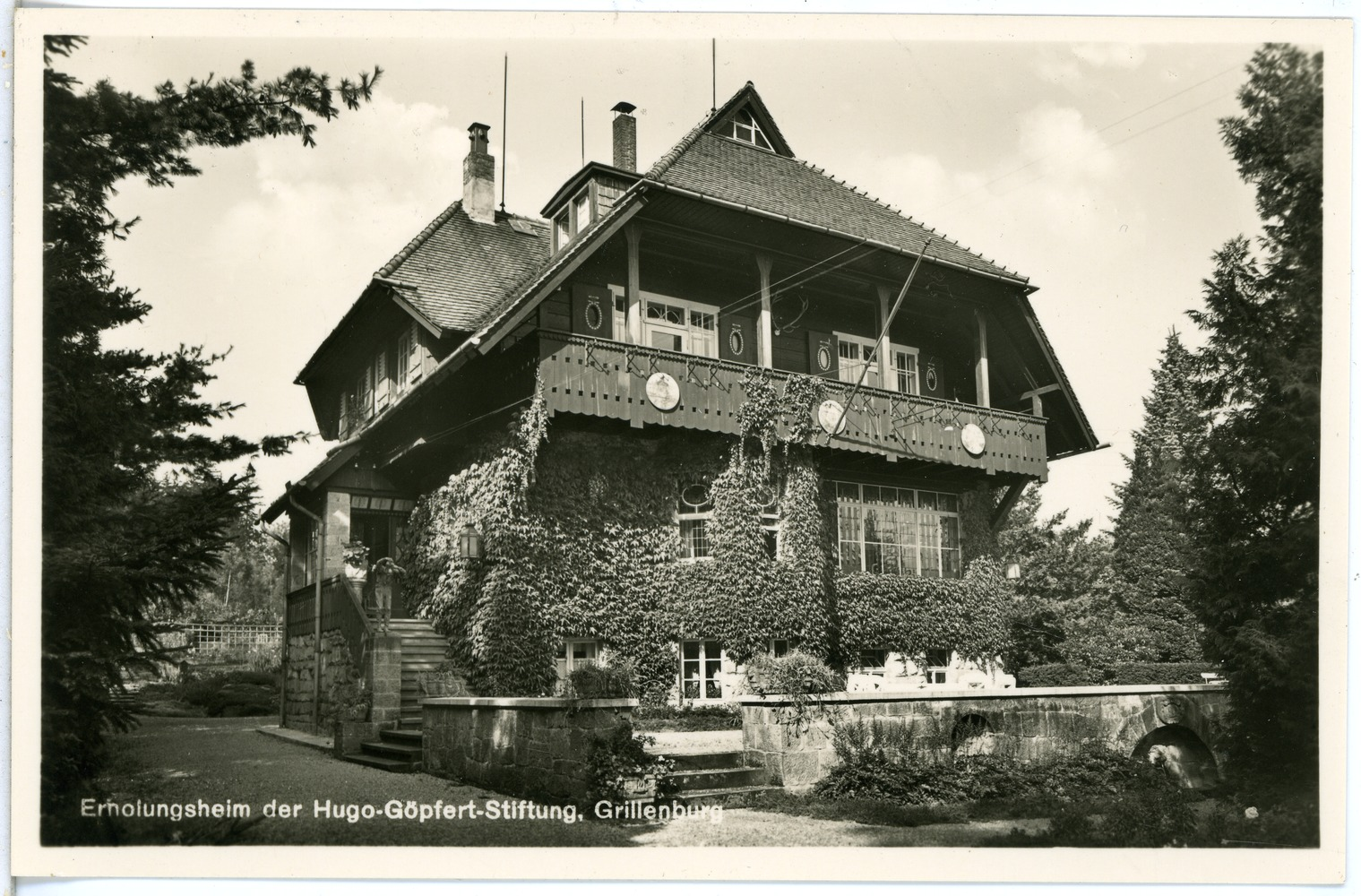
Erholungsheim der Hugo-Göpfert-Stiftung in Grillenburg (1938), heute Wohnhaus

Hermann Hugo Göpfert (* 23. August 1865 in Vorbrücke; † 3. September 1932 in Freital) war ein deutscher Architekt, Baumeister und Stifter.

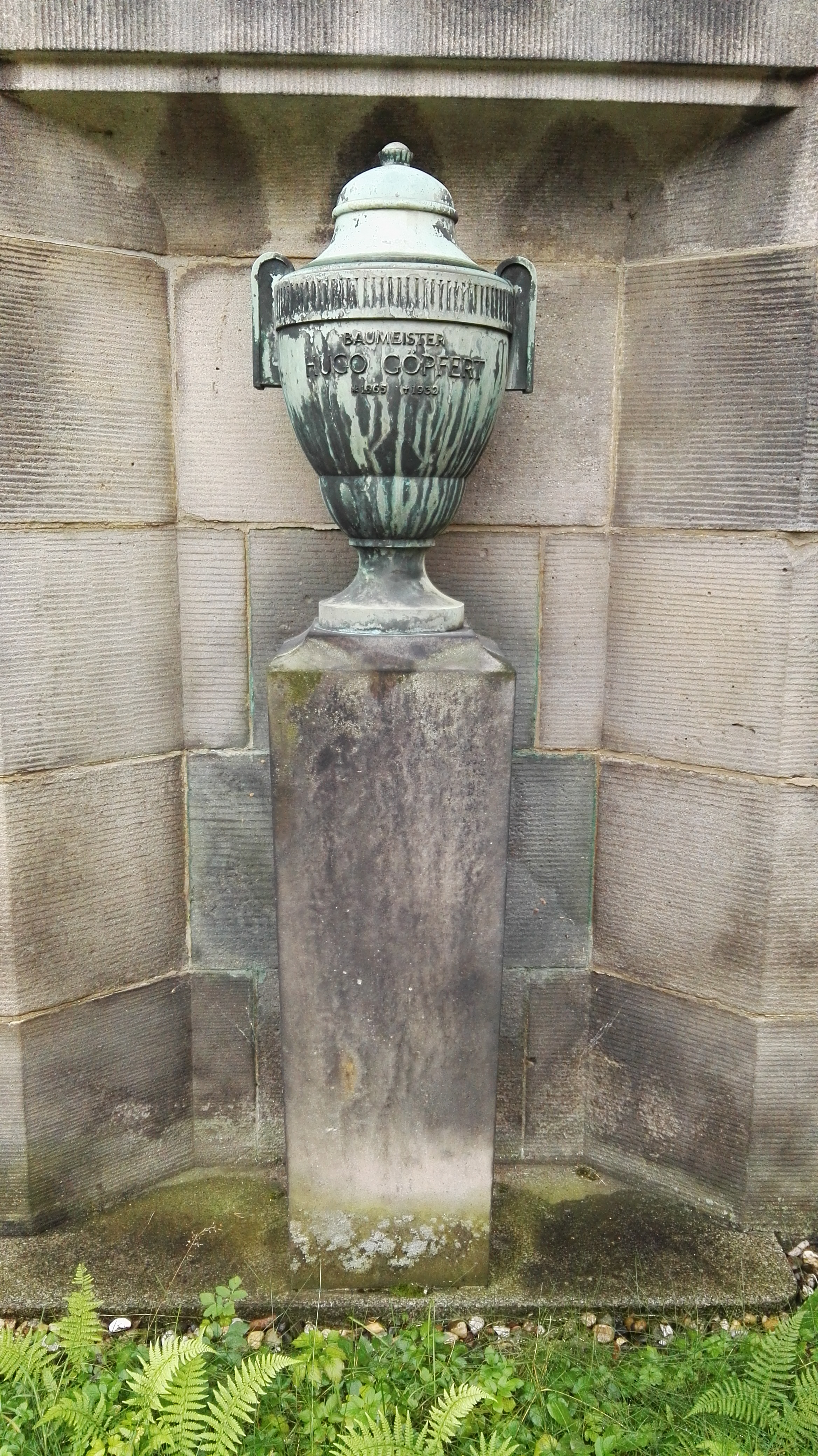
Grabstätte

Göpfert studierte Architektur an der Kunstakademie Dresden und betrieb anschließend ein Architekturbüro in Dresden, um 1924 im Haus Reitbahnstraße 39, zuletzt im Haus Prager Straße 52 – dem Gebäude des Prinzeß-Theaters, das nicht nur zu seinen bedeutendsten Bauwerken zählt, sondern auch von 1924 bis zur Gründung der Prinzeß-Theater Lichtspiele GmbH 1927 von ihm selbst geführt wurde.
Ferner errichtete er u. a. 1902 das Landhaus für Artur Robert Werner in Niederlößnitz, Humboldtstraße 11.
Hugo Göpfert rief an der Kunstakademie eine nach ihm benannte Stiftung ins Leben, die bis zum Zweiten Weltkrieg jährlich den Hugo-Göpfert-Preis (kurz auch Rom-Preis genannt) in Form von drei Stipendien in Höhe von je 4000 Reichsmark nach Abschluss des Studiums der Malerei, Bildhauerei und Architektur zur Ermöglichung eines einjährigen Studienaufenthaltes in Italien vergab. Aus diesem Grund wurde 1935 in Dresden-Striesen eine Straße nach ihm (um-)benannt, die jedoch 1953 als Mansfelder Straße erneut umbenannt wurde.
Träger des Hugo-Göpfert-Preises waren u. a. Albert Braun (1928), Erik Mailick, Hermann Kohlmann (1934), Kurt Wünsche (1936), Siegfried Vogt (1937), Johannes Heinrich Fischer (1938), Walter Rößler (1939) und Fritz Cremer (1942) sowie Gerhard Keil und Rudolf Löhner. Dieser Preis ging zuletzt im Sächsischen Staatspreis auf.
In Grillenburg errichtete die Hugo-Göpfert-Stiftung ein Erholungsheim, das heute als Wohnhaus genutzt wird.
Seine letzte Ruhestätte fand Hugo Göpfert im Urnenhain Dresden-Tolkewitz. Seit 1907 war er Mitglied des Corps Lusatia Dresden gewesen.